# Kaya Airlines
Kaya Airlines es una aerolínea anteriormente conocida como Transairways con base en Maputo, Mozambique.

## Flota
En agosto de 2009, la flota de la antigua Transairways incluye:
- 1 Boeing 737-200
- 1 Embraer EMB 120ER Brasilia
- 3 Let L-410 UVP-e
- 1 Raytheon BeechCraft 1900C Airliner
- 1 Shrike Commander 500

Sin embargo, desde que la compañía retomó sus vuelos, en agosto de 2011, la compañía opera con dos Embraer Brasilia.

## Destinos
Kaya Airways retomó sus operaciones con vuelos a un número limitado de destinos pero espera ampliar su red de vuelos en el futuro:
- Maputo – Aeropuerto Internacional de Maputo
- Vilanculos – Aeropuerto de Vilanculos
- Beira – Aeropuerto de Beira
- Tete – Aeropuerto Chingozi
- Nampula – Aeropuerto de Nampula

## Incidentes y accidentes
El 7 de diciembre de 2010 un Beechcraft 1900 registro C9-AUO se estrelló durante su aproximación a la pista 23 en el Aeropuerto Internacional de Maputo. La causa fue la mala meteorología dominada por fuertes vientos principalmente.